# 第20回全国大学サッカー選手権大会
第20回全国大学サッカー選手権大会は1971年12月8日から12月11日にかけて開催された全日本大学サッカー選手権大会である。東京教育大学が3年ぶり4回目の優勝を果たした。

## 概要
9地域の代表16校が参加した。
上位4チームには、第51回天皇杯全日本サッカー選手権大会の出場権が与えられた。

### 大会日程
- 1971年12月8日 - 1回戦
- 1971年12月9日 - 準々決勝
- 1971年12月10日 - 準決勝
- 1971年12月11日 - 決勝、三位決定戦

### 開催競技場
- 国立競技場（決勝）
- よみうりサッカー場（1回戦・準々決勝・準決勝）

## 出場大学
- 札幌大学（北海道代表・4年連続4回目）
- 仙台大学（東北代表・初）
- 早稲田大学（関東第1代表・2年連続5回目）
- 中央大学（関東第2代表・4年ぶり3回目）
- 慶應義塾大学（関東第3代表・3年連続4回目）
- 東京教育大学（関東第4代表・6年連続6回目）
- 日本大学（関東第5代表・初[1]）
- 信州大学（北陸代表・4年ぶり3回目）
- 名古屋商科大学（東海代表・3年ぶり3回目）
- 同志社大学（関西第1代表・3年ぶり2回目）
- 大阪経済大学（関西第2代表・2年連続3回目）
- 関西学院大学（関西第3代表・3年連続5回目）
- 広島大学（中国代表・4年連続4回目）
- 松山商科大学（四国代表・2年連続3回目）
- 九州産業大学（九州代表・6年連続6回目）
- 福岡大学（九州代表・3年連続3回目）

## 試合日程・結果

### 1回戦
| 1971年12月8日 |

| 中央大学 | 4 - 1 | 松山商科大学 |
|          |       |              |

| よみうりサッカー場 |

| 1971年12月8日 |

| 信州大学 | 0 - 1 | 関西学院大学 |
|          |       |              |

| よみうりサッカー場 |

| 1971年12月8日 |

| 同志社大学 | 3 - 1 | 札幌大学 |
|            |       |          |

| よみうりサッカー場 |

| 1971年12月8日 |

| 九州産業大学 | 0 - 3 | 慶應義塾大学 |
|              |       |              |

| よみうりサッカー場 |

| 1971年12月8日 |

| 東京教育大学 | 5 - 0 | 仙台大学 |
|              |       |          |

| よみうりサッカー場 |

| 1971年12月8日 |

| 福岡大学 | 2 - 4 | 大阪経済大学 |
|          |       |              |

| よみうりサッカー場 |

| 1971年12月8日 |

| 日本大学                  | 3 - 2 | 名古屋商科大学 |
| 得点者不明2 · 菊池 後29分 |       | 得点者不明2    |

| よみうりサッカー場 |

| 1971年12月8日 |

| 広島大学 | 0 - 2 | 早稲田大学 |
|          |       |            |

| よみうりサッカー場 |

### 準々決勝
| 1971年12月9日 |

| 中央大学 | 4 - 0 | 関西学院大学 |
|          |       |              |

| よみうりサッカー場 |

| 1971年12月9日 |

| 同志社大学 | 0 - 0 延長・抽選 | 慶應義塾大学 |
|            |                  |              |

| よみうりサッカー場 |

| 1971年12月9日 |

| 東京教育大学                    | 2 - 0 | 大阪経済大学 |
| 早瀬 前43分 · 得点者不明 後40分 |       |              |

| よみうりサッカー場 |

| 1971年12月9日 |

| 日本大学 | 0 - 4 | 早稲田大学 |
|          |       |            |

| よみうりサッカー場 |

### 準決勝
| 1971年12月10日 |

| 中央大学                                   | 5 - 0 | 慶應義塾大学 |
| 内藤 前31分 · 三戸 前35分 · 菊地 · 川本2 , |       |              |

| よみうりサッカー場 |

| 1971年12月10日 |

| 東京教育大学               | 2 - 1 延長 | 早稲田大学  |
| 松田 後25分 · 尾関 延前9分 |            | 古田 前23分 |

| よみうりサッカー場 |

### 三位決定戦
| 1971年12月11日 |

| 慶應義塾大学 | 1 - 0 | 早稲田大学 |
|              |       |            |

| 国立競技場 |

### 決勝
| 1971年12月11日 |

| 中央大学    | 1 - 2 | 東京教育大学               |
| 三戸 前38分 |       | 木之本 前24分 · 宮崎 後8分 |

| 国立競技場 |

## 最終結果
| 第20回全国大学サッカー選手権大会 優勝チーム |
| ------------------------------------------- |
| 東京教育大学 3年ぶり4回目                   |

## 主な出場選手
- 藤口光紀（慶應義塾大学）
- 木之本興三（東京教育大学）